# Jojo's Bizarre Adventure (TV-serie)
Jojo's Bizarre Adventure (ジョジョの奇妙な冒険 Jojo no Kimyō na Bōken?, "Jojos bisarra äventyr") är en japansk animerad TV-serie som produceras på David Production och som sänds på japansk TV sedan den 6 oktober 2012. Den baseras på Hirohiko Arakis manga med samma namn; de första tre säsongerna baseras på mangans fyra första delar. Den första delen följer Jonathan Joestars kamp mot Dio Brando, som med hjälp av en ansiktsmask har blivit en vampyr, och den andra följer Jonathans barnbarn Josephs jakt efter maskens skapare. I den tredje delen reser Joseph, hans barnbarn Jotaro Kujo och deras kompanjoner genom Asien på jakt efter Dio, för att bryta en förbannelse och rädda Jotaros mor. Den fjärde delen följer Josuke Higashikata i Morioh i Japan. Den femte delen följer Giorno Giovanna i Italien
Serien regisseras av Naokatsu Tsuda, Kenichi Suzuki och Toshiyuki Kato, med manus av Yasuko Kobayashi och art direction av Shunichiro Yoshihara. De gjorde inga större förändringar i serien jämfört med mangan, men förenklade linjerna i de detaljerade teckningarna. De valde att ge de två första delarna olika visuella och musikaliska stilar för att förmedla tidsskillnaden mellan dem; även den tredje delen gavs en egen visuell stil. Musiken komponerades av Hayato Matsuo och Taku Iwasaki i den första säsongen, och av Yugo Kanno i den andra och tredje. Vissa av seriens röstskådespelare repriserade sina roller från datorspelen Jojo's Bizarre Adventure: All Star Battle och Jojo's Bizarre Adventure: Eyes of Heaven.

## Överblick
Jojo's Bizarre Adventure är en adaption av Hirohiko Arakis manga med samma namn. Den första säsongen baseras på mangans två första delar, Phantom Blood och Battle Tendency, medan den andra säsongen baseras på den tredje delen, Stardust Crusaders, och den tredje säsongen baseras på den fjärde delen, Diamond Is Unbreakable. Serien hade premiär den 6 oktober 2012 på japansk TV.
| Säsong | Delar | Delar                  | Avsnitt | Premiär         | Originalvisning  |
| Säsong | Delar | Delar                  | Avsnitt | Premiär         | Avslutning       |
| ------ | ----- | ---------------------- | ------- | --------------- | ---------------- |
| 1      | 1     | Phantom Blood          | 26      | 6 oktober 2012  | 6 april 2013     |
| 1      | 2     | Battle Tendency        | 26      | 6 oktober 2012  | 6 april 2013     |
| 2      | 3     | Stardust Crusaders     | 48      | 5 april 2014    | 19 juni 2015     |
| 3      | 4     | Diamond Is Unbreakable | 38      | 1 april 2016    | 24 december 2016 |
| 4      | 5     | Golden Wind            | 38      | 6 oktober 2018  | 28 juli 2019     |
| 5      | 6     | Stone Ocean            | 39      | 1 december 2021 | 1 december 2022  |

### Synopsis
Phantom Blood utspelar sig i England på 1800-talet, och följer huvudpersonen Jonathan Joestar, som kämpar mot sin adoptivbror Dio Brando efter att Dio använder en stenmask för att bli till en vampyr. Battle Tendency utspelar sig 49 år senare i USA, och följer Jonathans barnbarn Joseph, som jagar efter maskens skapare, "pelarmännen". Stardust Crusaders följer Josephs barnbarn Jotaro Kujo, som tillsammans med Joseph och deras kompanjoner reser genom Asien till Egypten på jakt efter Dio för att bryta Joestar-familjens förbannelse och rädda Jotaros mor. Sällskapet använder "Stands" - magiska avatarer som slåss för dem och har olika krafter. Diamond Is Unbreakable utspelar sig elva år senare i Morioh i "stad S" i "prefektur M" i Japan, och följer Josuke Higashikata.

## Produktion

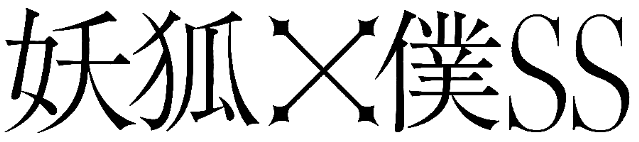
Regissören Naokatsu Tsuda fick uppdraget bland annat för sitt arbete med Inu X Boku SS.

Serien produceras på David Production, och regisseras av den kreativa regissören Naokatsu Tsuda och serieregissörerna Kenichi Suzuki (säsong 1–2) och Toshiyuki Kato (säsong 3), med manus av Yasuko Kobayashi, och art direction av Shunichiro Yoshihara. Rollerna som kreativ regissör och serieregissör skiljer sig så tillvida att medan båda fattar kreativa beslut för serien är det den kreativa regissören som fattar alla slutgiltiga beslut. David Productions vice president valde ut Tsuda till jobbet då Tsuda tidigare hade regisserat Inu X Boku SS på David Production och gillade Jojo's Bizarre Adventure. Figurdesign gjordes av Takako Shimizu för den första säsongen, Masahiko Komino för den andra, och Terumi Nishii för den tredje. Komino var även animationsregissör i den andra säsongen. Stands i den andra säsongen designades av Fumiaki Kouta och Shinichi Machida, och de i den tredje av Kenta Mimuro; Kouta och Mimuro var även animationsregissörer för actionscener i den andra respektive tredje säsongen. Vissa röstskådespelare från datorspelen Jojo's Bizarre Adventure: All Star Battle och Jojo's Bizarre Adventure: Eyes of Heaven repriserade sina roller; enligt Daisuke Ono, som spelade Jotaro, hade animen en audition skild från den för All Star Battle, vilket innebar att han var tvungen att gå genom en audition hela vägen från början igen.
Tsuda och Suzuki gjorde inga större förändringar i serien jämfört med mangan; den huvudsakliga förändringen var den visuella aspekten. Då mangan har väldigt detaljerade teckningar, som Tsuda tvivlade på att en modern publik skulle kunna ta till sig, valde de att förenkla linjerna. Ett problem de hade var att många saker inte har en bestämd färg i mangan, och att de trodde att många personer som har läst mangan skulle invända mot färgvalen i animen. Tsuda sade sig ha förståelse för detta då även han gillade mangan, så de bestämde sig för att använda färgpaletter som är specifika för varje scen, vilket innebär att färgen i en miljö kan förändras beroende på vilken scen det är. Enligt Tsuda fanns det vissa saker i serien som gjordes annorlunda än vad som skulle ha gjorts om animen hade producerats tjugo år tidigare. Som exempel sade han att moderna tittare tenderar att föredra dialog med högre tempo än vad tittare tjugo år tidigare gjorde. Han sade även att de har möjligheten att ta detaljer från serien som har blivit populära bland läsare på internet och ha med dem i animen.
De valde att behålla de tecknade ljudeffekter som finns i mangan; Tsuda sade att visuella ljudeffekter oftast tas bort i animerade adaptioner av tecknade serier, men att han ansåg dem vara en väsentlig del av mangans layout, och att serierutornas layout skulle ha förändrats väldigt mycket i övergången om effekterna hade tagits bort. Han sade även att japansk kultur kring strömmande media på webbsidor såsom Niconico involverar att användare skriver sina reaktioner till videoklipp som text ovanpå klippen, och att han därför hade dragit slutsatsen att en yngre publik inte skulle ha något emot att se textbaserade ljudeffekter på skärmen. Han tyckte att ljudeffekterna var mer visuella än språkbaserade, och att tittare därför inte ens behöver kunna läsa dem. Den andra delen i serien har en ny grafisk stil jämfört med den första, då den utspelar sig 50 år senare och i ett "art déco-USA", jämfört med den första delens 1800-tals-England; Tsuda hade för avsikt att förflytta publiken framåt i tiden genom seriens grafiska stil. Då de två första delarna har olika stilar valde de att även låta den tredje delen ha en egen grafisk stil.

### Musik

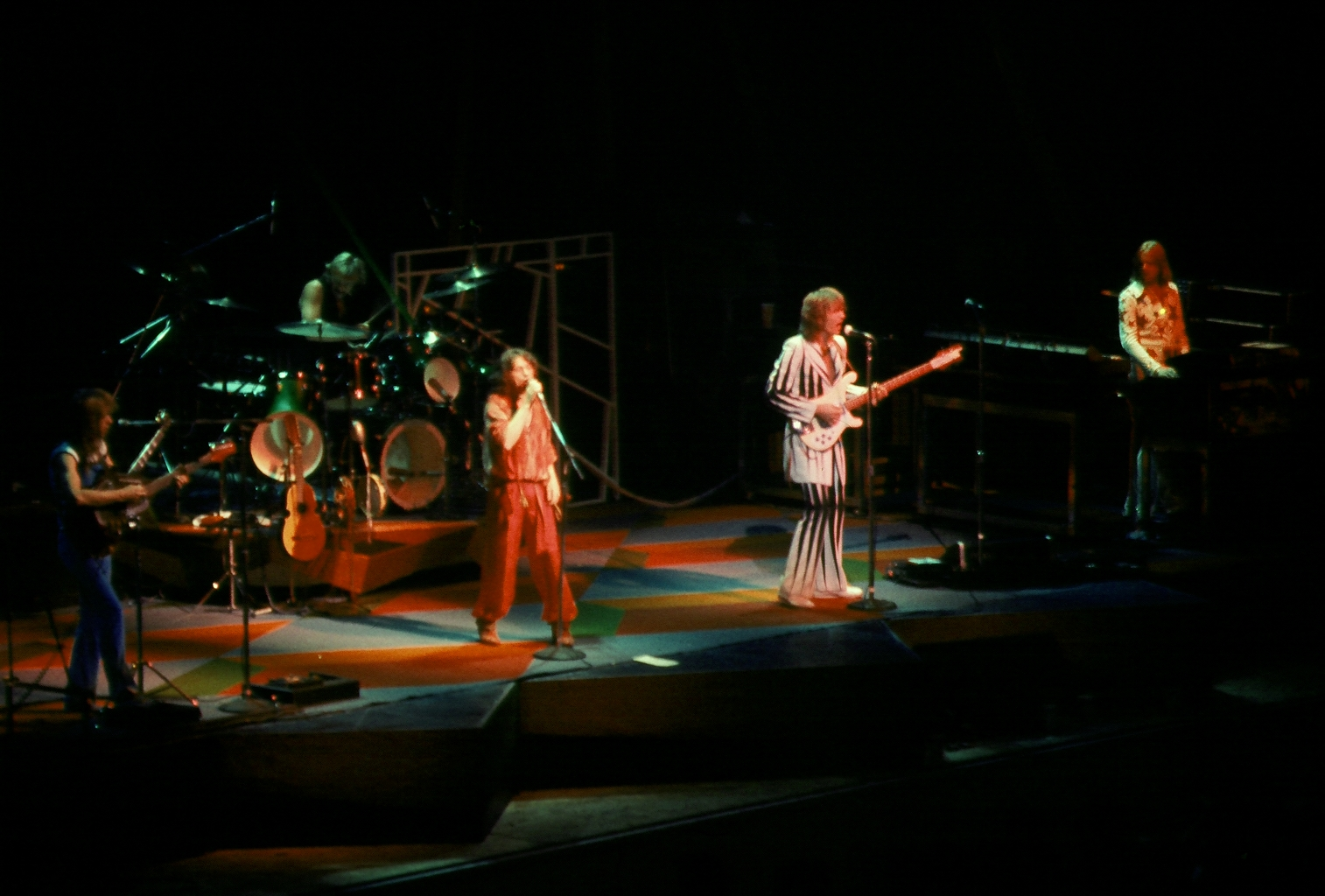
Yes framför "Roundabout", en av de låtar som spelas under seriens slutvinjetter.

Seriens ljudregissör är Yoshikazu Iwanami. Musiken i den första säsongen komponerades av Hayato Matsuo (del 1) och Taku Iwasaki (del 2), medan musiken i den andra och tredje säsongen komponerades av Yūgo Kanno. Tsuda ville använda "film-aktig" musik, med musikstycken baserade på specifika figurer eller på den känsla som ska förmedlas i en viss scen. I de två första delarna var musiken starkt kopplad till scenerna, och bara ibland till den känsla som förmedlades. Tsuda sade att då den första delen utspelar sig i England på 1800-talet, vilket inga tittare har personlig erfarenhet av att leva i, använde de musiken för att förmedla en relaterbar miljö och period. I den andra delen valde de mer "chic" och "poppig" musik på grund av dess modernare miljö, och för att de liksom med seriens grafiska stil ville förflytta publiken framåt i tiden med musiken.
Musiken som spelas i öppningssekvensen av den första delen, "Jojo Sono Chi no Sadame", framfördes av Tominaga Hiroaki, medan den i den andra delen, "Bloody Stream", framfördes av Coda, och den i den första halvan av den andra säsongen, "Stand Proud", framfördes av Jin Hashimoto. Musiken som spelas i den andra halvan av den andra säsongen, "Jojo Sono Chi no Kioku: End of The World", framfördes av Hiroaki, Coda och Hashimoto under namnet The Jo Stars. Den tredje säsongens öppningstema, "Crazy Noisy Bizarre Town", framfördes av The Du.
Den musik som spelas under avsnittens slutvinjetter, däribland "Roundabout" och "Walk Like an Egyptian", valdes från listor över musik som Araki hade lyssnat på när han tecknade mangans olika delar, baserat på vilka låtar som Warner Bros. kunde förhandla till sig rättigheterna till. Låten "Oingo Boingo Brothers", som spelas i slutvinjetten till det tredje avsnittet av den andra säsongens andra halva, gjordes för att bibehålla tittarsiffror: enligt Tsuda är det första och det tredje avsnittet extra viktigt i anime-produktioner, då det första måste vara bra för att folk ska se på programmet över huvud taget, och det tredje måste innehålla en "knorr" eller föra handlingen framåt för att inte etablerade tittare ska sluta följa programmet; efter det fjärde avsnittet är det enligt Tsuda inte längre ett lika stort problem. Tsuda tyckte därför att avsnittet kunde ha en sång baserad på figurerna Oingo och Boingo, då han trodde att skulle vara något som tittare skulle uppskatta; han föreslog det för musikproducenten Oomori på Warner Brothers, som godkände det.

### Censur och namnändringar
Vissa scener, där Jotaro röker cigaretter, är censurerade genom ett mörker som täcker för Jotaros ansikte. Detta gjordes då Jotaro i de här scenerna är 17 år, vilket är under Japans åldersgräns på 20 år för cigaretter; figurer som är äldre och röker är ocensurerade. Flera namn i serien som kommer från västerländsk musik förändrades i undertexterna till den amerikanska utgåvan av serien, såsom Vanilla Ice som blev "Cool Ice" eller Oingo och Boingo som blev "Zenyatta" och "Mondatta"; detta gjordes för att vara på den säkra sidan, ifall den verkliga artisten inte skulle uppskatta att bli porträtterad som en komisk figur.

## Mottagande
I slutet av 2015 kom säsong 2 av serien på femte plats med 4,2% av rösterna i en undersökning där den japanska webbsidan Goo Ranking frågade 500 män och kvinnor i tjugo- och trettioårsåldern vilken av årets anime de ansåg var bäst.